# 37432 Piszkéstető
37432 Piszkéstető este un asteroid din centura principală, descoperit pe 11 ianuarie 2002, de Krisztián Sárneczky și Zsuzsanna Heiner.